# 宜民郡
宜民郡，中国南北朝时设置的郡。
南梁末年，东魏攻取汉东之地，在南郢州下宜民戍设置宜民郡，下辖西新安县、新安县、平阳县，西魏废帝三年（554年），西魏占领后，改南郢州为归州。周武帝天和二年（567年）四月，合并东南诸州：废除归州，并入唐州，宜民郡改属温州，治所当在今湖北省京山市境内。大象二年（580年），周恭帝宇文阐封杨坚为随王，温州宜民郡作为新封的随国的一部分。隋文帝开皇三年（583年）废宜民郡，属县直属温州。